# Vlastimil
Vlastimil, domácky Vlasta nebo Vlastík,  je české a slovenské mužské křestní jméno slovanského původu. Má význam „milující svou vlast“, případně „vlastí milovaný“. Podle českého občanského kalendáře má svátek 17. března, na Slovensku 13. března.
Významovou obdobou jména je Patrik (podle patria = vlast).

## Statistické údaje
Následující tabulka uvádí četnost jména v ČR a pořadí mezi mužskými jmény ve srovnání dvou roků, pro které jsou dostupné údaje MV ČR – lze z ní tedy vysledovat trend v užívání tohoto jména:
| Rok  | Četnost | Pořadí |
| 1999 | 32 498  | 33.    |
| 2002 | 31 815  | 32.    |
| 2006 | 30 210  | 37.    |
| 2011 | 28 181  |        |
| 2016 | 26 014  |        |

Změna procentního zastoupení tohoto jména mezi žijícími muži v ČR (tj. procentní změna se započítáním celkového úbytku mužů v ČR) za sledované tři roky 1999–2002 je –1,4%.
Vlastimil patří mezi běžná jména, míra jeho výskytu v Česku ovšem od poloviny 20. století setrvale klesá. Roku 2016 bylo nejčastější v generaci narozené v 50. letech (okolo 700–800 žijících nositelů narozených v každém roce dekády), zatímco po roce 2000 bylo ročně dáno jen řádově desítkám narozených chlapců. Je o něco oblíbenější na Moravě než v Čechách a Slezsku.

## Známí nositelé
- Vlastimil Bedrna – herec
- Vlastimil Brodský – herec

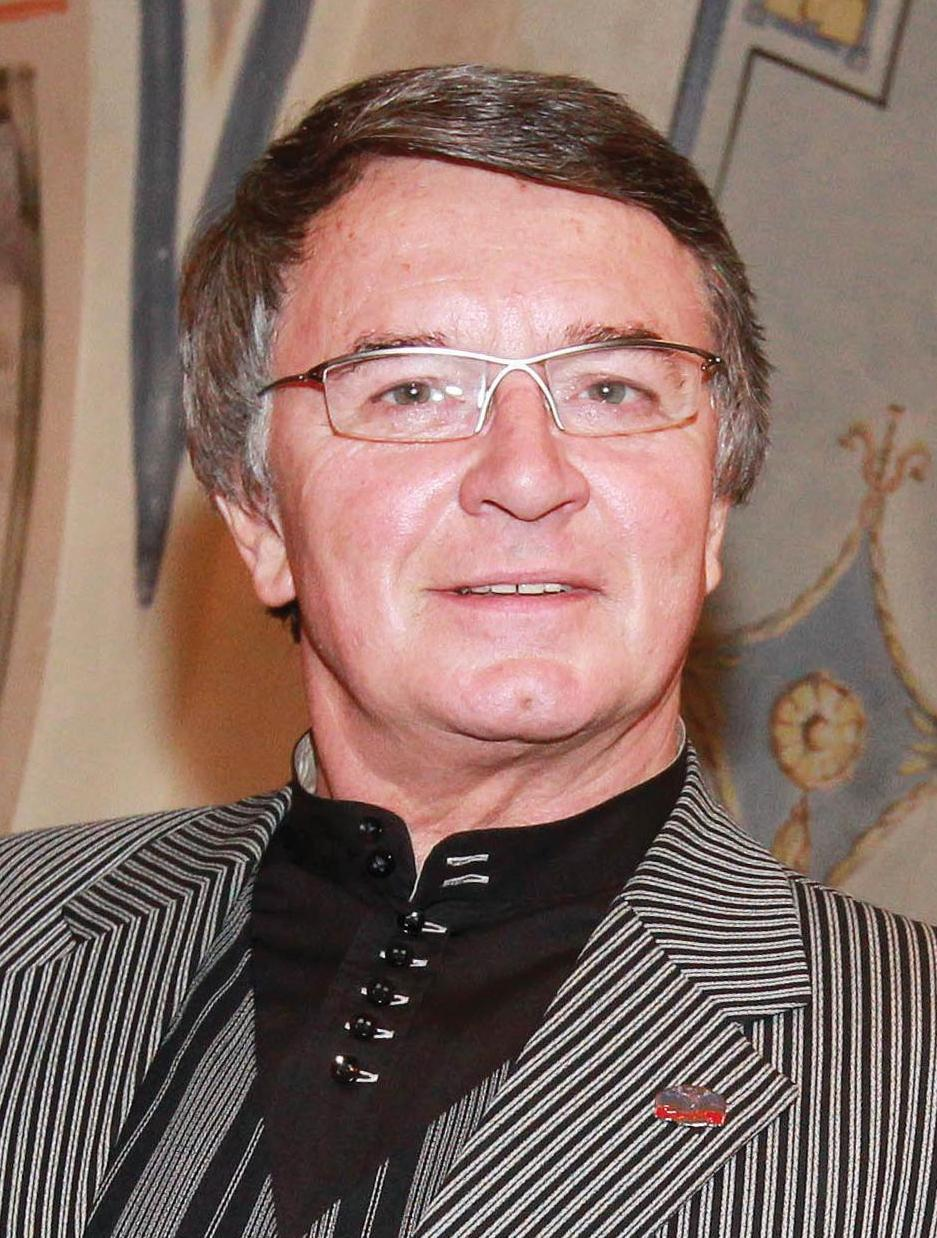
Vlastimil Harapes

- Vlasta Burian – herec, komik a divadelník
- Vlastimil Dlab – česko-kanadský matematik
- Vlastimil Hála – skladatel a trumpetista
- Vlastimil Harapes – herec a tanečník
- Vlastimil Hašek – herec
- Wlastimil Hofman – česko-polský malíř a architekt
- Vlastimil Hort – šachista
- Vlastimil Horváth – zpěvák
- Vlastimil Kopecký – fotbalista, reprezentant
- Vlastimil Koubek – česko-americký architekt
- Vlastimil Petržela – fotbalový trenér
- Vlastimil Picek – armádní generál a politik
- Vlastimil Plavucha – slovenský hokejista
- Vlasta Redl – hudebník, skladatel
- Vlastimil Tlustý – politik
- Vlasta Třešňák – folkový písničkář
- Vlastimil Tusar – prvorepublikový politik
- Vlastimil Válek – lékař a politik
- Vlastimil Vondruška – spisovatel
- Vlasta Vrána – kanadský herec českého původu
- Vlastimil Zavřel – herec